# パブロ・ラライン
パブロ・ラライン（スペイン語: Pablo Larraín, lah-rah-EEN, 1976年8月19日 - ）は、チリ・サンティアゴ・デ・チレ出身の映画監督・脚本家・映画プロデューサー。

## 経歴

### 青年期
父親は独立民主連合選出の上院議員であるエルナン・ラライン、母親はセバスティアン・ピニェラ政権で住宅・都市大臣を務めたマグダレーナ・マッテである。ララインは1976年8月19日にサンティアゴ・デ・チレに生まれ、サンティアゴのチリ芸術科学情報通信大学で視聴覚コミュニケーションを学んだ。

### 映画製作
ララインは彼の作品の映画事業や広告事業を展開しているファブラ社の共同創設者である。2005年には初の長編映画『Fuga』を監督し、2006年3月に公式に公開された。この作品はカルタヘナ映画祭やマラガ映画祭などで受賞し、ララインは国際的な名声を得た。2作目の『トニー・マネロ』でも国際的な成功を継続させた。この作品は2008年の最優秀チリ映画賞を受賞し、日本では2008年の第5回スペイン・ラテンアメリカ映画祭（現・ラテンビート映画祭）と2013年の第10回ラテンビート映画祭で上映された。
2012年の『NO』では、ガエル・ガルシア・ベルナルを主演に据えて、1988年にチリで行われた国民投票のキャンペーンを描いた。この国民投票はアウグスト・ピノチェト独裁政権の是非を問う国民投票であり、ガルシア・ベルナルはピノチェト反対派のCMを製作する広告マンを演じている。この作品はカンヌ国際映画祭の監督週間で上映され、アートシネマ賞を受賞した。第85回アカデミー賞では外国語映画賞チリ代表作品となり、本戦ノミネートも果たした。日本では2012年の第25回東京国際映画祭のコンペ部門に出品され、2013年の第10回ラテンビート映画祭で上映、2014年8月30日には一般劇場公開された。
2011年から2013年にはHBOラテンアメリカが制作したテレビドラマ『Prófugos』の共同監督を務めた。2013年には第70回ヴェネツィア国際映画祭の審査員を務めた。
2014年3月24日、The Wrapはララインがアメリカ映画『スカーフェイス』のリメイクを交渉中であると報じた。リメイク版は現代のロサンゼルスを舞台とし、地下犯罪組織でのし上がるメキシコ移民を中心に展開するという。2015年に製作した『ザ・クラブ』は、ベルリン国際映画祭で審査員グランプリを受賞した。日本では第12回ラテンビート映画祭（2015年）で上映された。
その翌年の2016年にはナタリー・ポートマンが主役のジャックリーン・ケネディを演じた『ジャッキー/ファーストレディ 最後の使命』で英語圏作品に進出し、第89回アカデミー賞ではポートマンの主演女優賞を含む3部門にノミネートされた。その翌年に公開された母国の映画『ナチュラルウーマン』ではプロデューサーを務め、作品は第90回アカデミー賞でチリ代表としては史上初となる外国語映画賞を受賞した。
2021年の監督作『スペンサー ダイアナの決意』では、主役のダイアナを演じたクリスティン・スチュワートがアカデミー主演女優賞にノミネートされた。

## 人物

### 政治思想
右派の政治家である両親の下に生まれたが、彼が監督した作品の中で右派に通じるものはない。ララインは1970年代から1990年代に独裁体制を築いたピノチェト政権の熱心な反対者である。ララインは2008年に、「ピノチェト政権内の右派は過去数十年間にチリの文化面に起こったことに対する直接の責任がある。文化を破壊したり、拡散を制限しただけではない。著作家や芸術家の迫害を通じてもだ」と述べている。ララインは、「チリではほぼ20年間に渡って、芸術性そのものを表現できなかった」「世界中の右派はたいして芸術に興味を持っていない。芸術の知識を持ちあわせないと、最大限に活用したり楽しんだりするのは難しい」とも述べた。

### 家族
2006年12月9日にチリ人女優のアントニア・セヘルスと結婚した。2008年に長女が、2011年に長男が生まれた。

## フィルモグラフィー

### 映画
| 年   | 原題                                          | 担当                 | 備考                  |
| ---- | --------------------------------------------- | -------------------- | --------------------- |
| 2006 | Fuga                                          | 脚本・監督           |                       |
| 2007 | La vida me mata                               | 製作                 |                       |
| 2008 | トニー・マネロTony Manero                     | 脚本・監督           |                       |
| 2009 | Grado 3                                       | 製作                 |                       |
| 2009 | Resurrección                                  | 監督                 | 短編映画              |
| 2010 | Post Mortem                                   | 脚本・監督           |                       |
| 2011 | Ulises, de Óscar Godoy                        | 共同製作             |                       |
| 2011 | 4ː44 地球最期の日 4:44 Last Day on Earth      | 製作                 |                       |
| 2011 | デストロイ8.8 El año del tigre                | 製作                 |                       |
| 2012 | ダニエラ 17歳の本能 Joven y alcada            | 共同製作             |                       |
| 2012 | NO No                                         | 監督                 |                       |
| 2013 | クリスタル・フェアリー Crystal Fairy          | 共同製作             |                       |
| 2013 | グロリアの青春 Gloria                         | 共同製作             |                       |
| 2015 | Nasty Baby                                    | 共同製作             |                       |
| 2015 | ザ・クラブ El club                            | 脚本・監督・共同製作 |                       |
| 2016 | ネルーダ 大いなる愛の逃亡者 Neruda            | 監督                 |                       |
| 2017 | ジャッキー/ファーストレディ 最後の使命 Jackie | 監督                 |                       |
| 2020 | エマ、愛の罠 Ema                              | 監督                 |                       |
| 2022 | スペンサー ダイアナの決意 Spencer             | 監督・製作           |                       |
| 2023 | 伯爵 El Conde                                 | 監督・脚本           | Netflixオリジナル映画 |
| 2024 | マリア Maria                                  | 監督                 | Netflixオリジナル映画 |

### テレビドラマ
| 年        | 題名     | 担当     |
| --------- | -------- | -------- |
| 2011-2013 | Prófugos | 共同監督 |

## 受賞・ノミネート
| 年度   | 映画賞/映画祭                                | 作品           | 部門                             | 結果       |
| ------ | -------------------------------------------- | -------------- | -------------------------------- | ---------- |
| 2006年 | モントリオール世界映画祭                     | Fuga           | 作品賞                           | ノミネート |
| 2007年 | カルタヘナ映画祭                             | Fuga           | 初作品賞                         | 受賞       |
| 2007年 | カルタヘナ映画祭                             | Fuga           | 作品賞                           | ノミネート |
| 2007年 | マラガ・スペイン映画祭                       | Fuga           | ラテンアメリカ映画賞             | 受賞       |
| 2008年 | ワルシャワ国際映画祭                         | トニー・マネロ | 審査員特別賞                     | 受賞       |
| 2008年 | ワルシャワ国際映画祭                         | トニー・マネロ | 自由な精神賞                     | ノミネート |
| 2009年 | ロッテルダム国際映画祭                       | トニー・マネロ | KNF賞                            | ノミネート |
| 2009年 | イスタンブール国際映画祭                     | トニー・マネロ | 作品賞                           | 受賞       |
| 2009年 | アリエル賞                                   | トニー・マネロ | ラテンアメリカ作品賞             | ノミネート |
| 2009年 | ブエノスアイレス国際インディペンデント映画祭 | トニー・マネロ | 作品賞                           | ノミネート |
| 2009年 | ブエノスアイレス国際インディペンデント映画祭 | トニー・マネロ | FEISAL賞                         | 受賞       |
| 2009年 | マイアミ映画祭                               | トニー・マネロ | イベロアメリカ作品部門特別な視点 | 受賞       |
| 2010年 | ヴェネツィア国際映画祭                       | Post Mortem    | 作品賞                           | ノミネート |
| 2010年 | ナント三大陸祭                               | Post Mortem    | 金のモンゴルフィエ               | ノミネート |
| 2011年 | カルタヘナ映画祭                             | Post Mortem    | 作品賞                           | 受賞       |
| 2011年 | ロサンゼルス・ラテン国際映画祭               | Post Mortem    | 審査員賞                         | 受賞       |
| 2012年 | カンヌ国際映画祭                             | NO             | CICAE賞                          | 受賞       |
| 2012年 | 東京国際映画祭                               | NO             | グランプリ                       | ノミネート |
| 2012年 | サンパウロ国際映画祭                         | NO             | 外国作品賞                       | 受賞       |
| 2012年 | テッサロニキ映画祭                           | NO             | 観客賞                           | 受賞       |
| 2012年 | アブダビ映画祭                               | NO             | 黒真珠賞                         | ノミネート |
| 2012年 | オスロ映画祭                                 | NO             | 作品賞                           | ノミネート |
| 2012年 | ロンドン映画祭                               | NO             | 作品賞                           | ノミネート |
| 2012年 | モンテカルロTVフェスティバル                 | Prófugos       | 作品賞                           | ノミネート |
| 2013年 | アリエル賞                                   | NO             | ラテンアメリカ作品賞             | ノミネート |
| 2013年 | CPH PIX                                      | NO             | 観客賞                           | ノミネート |
| 2014年 | ACE賞                                        | NO             | 映画監督賞                       | 受賞       |
| 2015年 | ベルリン国際映画祭                           | ザ・クラブ     | 作品賞                           | ノミネート |
| 2015年 | ベルリン国際映画祭                           | ザ・クラブ     | 審査員グランプリ                 | 受賞       |
| 2015年 | シカゴ国際映画祭                             | ザ・クラブ     | 監督賞                           | 受賞       |
| 2015年 | シカゴ国際映画祭                             | ザ・クラブ     | 脚本賞                           | 受賞       |
| 2015年 | シカゴ国際映画祭                             | ザ・クラブ     | 作品賞                           | ノミネート |
| 2015年 | フィラデルフィア映画祭                       | ザ・クラブ     | 審査員グランプリ                 | ノミネート |
| 2015年 | オースティン映画祭                           | ザ・クラブ     | 作品賞                           | 受賞       |
| 2015年 | 第73回ゴールデングローブ賞                   | ザ・クラブ     | 外国語映画賞                     | ノミネート |